# Giorni felici (film 1929)
Giorni felici  (Happy Days) è un film del 1929 diretto da Benjamin Stoloff.

## Trama
Margie è una cantante che lavora su uno Show Boat. Benché sia legata sentimentalmente al nipote del proprietario del battello, la ragazza vuole tentare la fortuna. Lascia quel mondo per recarsi a New York. Nella grande città, Margie riesce a raggiungere il successo. Ma, quando viene a sapere che il suo vecchio datore di lavoro è in grandi problemi finanziari, torna sulla barca, organizzando, per salvarlo dalla bancarotta, uno show cui partecipano i grandi divi dello spettacolo.

## Produzione
Il film fu prodotto dalla Fox Film Corporation che inserì nel cast tutti i nomi più famosi che in quel momento erano sotto contratto con la casa di produzione. Le scene danzate furono coreografate da Earl Lindsay.

## Distribuzione
Distribuito negli USA dalla Fox Film Corporation, il film uscì nelle sale il 13 febbraio 1930 dopo essere stato presentato in prima a New York il 17 settembre 1929 con il titolo originale Happy Days. Secondo l'AFI, fu distribuito in sala il 2 marzo 1930.